# Rudolf Turek
Rudolf Turek (20. června 1910 Mladá Boleslav – 13. listopadu 1991 Praha) byl český historik a archeolog, který se zabýval hlavně slovanským osídlením v Čechách a počátky českého státu.

## Život
Po maturitě v Mladé Boleslavi studoval historii, archeologii a geografii na Filozofické fakultě UK v Praze. Mezi jeho učiteli byli například Josef Pekař, Josef Šusta a Bedřich Mendl. Protože se zajímal i o dějiny umění, byl to také Antonín Matějček a zejména Josef Cibulka. Po promoci krátce pracoval ve Státním archeologickém ústavu, v letech 1937–1938 učil na gymnáziu ve Spišské Nové Vsi a potom pracoval až do důchodu v prehistorickém oddělení Národního muzea v Praze.

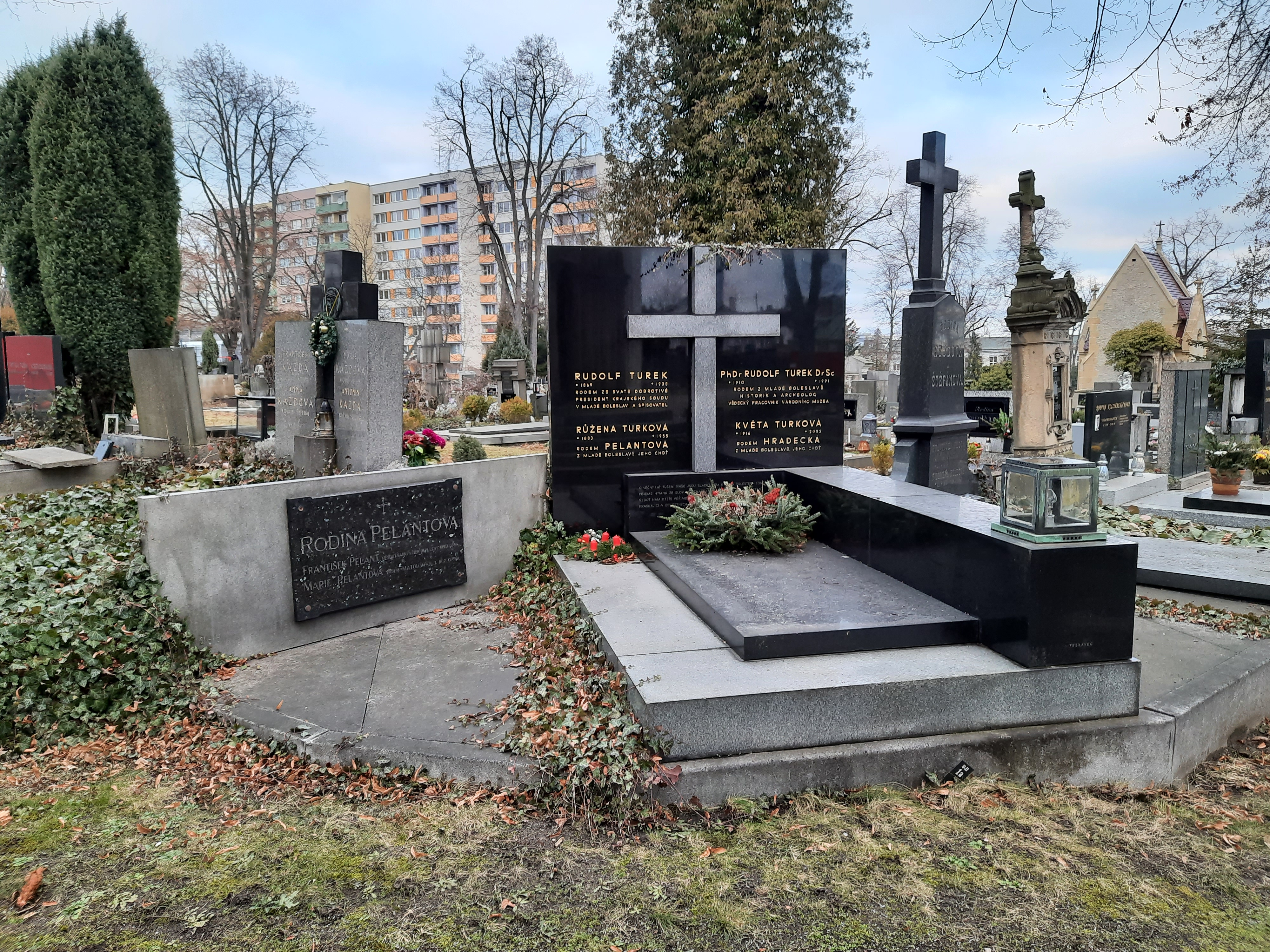
Hrobka rodiny Rudolfa Turka na Starém hřbitově v Mladé Boleslavi

## Dílo
- Slavníkova Libice. Praha: Orbis 1946
- TUREK, Rudolf: K počátkům Prahy, in: Památky archeologické, roč. 43, 1947-1948, s. 59-94. https://www.academia.edu/17741614/
- Čechy na úsvitu dějin. Praha: Orbis 1953 (2. vyd. Academia 2000)
- Slovanské mohyly v jižních Čechách. Praha: Národní muzeum 1958
- Čechy v raném středověku. Praha: Vyšehrad 1962
- Počátky české vzdělanosti: od příchodu Slovanů do doby románské. Praha: Vyšehrad 1988
- přes 600 odborných článků a publikací